# Inter-Client Communication Conventions Manual
Inter-Client Communication Conventions Manual（ICCCM、日: クライアント間通信規約マニュアル）とは、X Window Systemの同一サーバ上のクライアント間の相互運用に関する標準規格である。MITの X Consortium により1988年に検討開始された。バージョン 1.0 は1989年7月、バージョン 2.0 は1994年初めにリリースされている。
X は意図的に「方針ではなく機構 (mechanism, not policy)」を決めている。そのため、クライアント間の相互運用についての標準規格が必要となった。ICCCM はカット・アンド・ペーストのバッファ、ウィンドウマネージャとのやり取り、セッション管理、共有資源の操作方法、デバイスにおける色の管理などを規定している。
ICCCM は曖昧で正しく実装が難しいことでよく知られている。The UNIX-Haters Handbookという書籍(Garfinkel, Weise & Strassmann 1994)の7章 "The X-Windows[ママ] Disaster" では、ICCCM を以下のように酷評している。

In summary, ICCCM is a technological disaster: a toxic waste dump of
broken protocols, backward compatibility nightmares, complex nonsolutions 
to obsolete nonproblems, a twisted mass of scabs and scar tissue
intended to cover up the moral and intellectual depravity of the industry’s
standard naked emperor.

（和訳）まとめると、ICCCM は技術的災難である。壊れたプロトコルのゴミ溜め、後方互換の悪夢、過去の問題とも言えない問題の解決とも言えない解決策、産業標準の裸の王様の道徳的かつ知的堕落を隠すためのカサブタの集合体である。
さらに、一部は既に古臭く、実装に適していない。X のクライアント開発者の多くはウィジェット・ツールキットやデスクトップ環境を参照して作業し、直接 ICCCM を参照することはない。しかし、ICCCM を明確化し最新の状況向けに更新する試みとして Extended Window Manager Hints  (EWMH) があり、これは広く受け入れられている（また、必要に応じて拡張が続けられている）。